# 拉德洛城堡
拉德洛城堡（Ludlow Castle），也譯鲁德娄城堡，是位於英格蘭什罗浦郡拉德洛的一座城堡遗址，俯瞰蒂姆河。它可能是由諾曼征服英格蘭時的諾曼貴族沃爾特·德·拉西（Walter de Lacy，1085年去世）所建，是英格蘭最早的石製城堡之一。12世紀的無政府時期，城堡多次易手，並進一步擴建、加固。13世紀中期，城堡歸第一代吉尼維爾男爵傑弗里·德·吉尼維爾所有，重建了部分內城。它在第二次男爵战争扮演過重要角色，1301年被第一代边境伯爵羅傑·莫蒂默得到。
第三代約克公爵約克的理查在1425年繼承城堡，玫瑰戰爭時它是約克黨人的象征。理查的兒子爱德华四世繼承王位之後，城堡成為英格蘭君主的產業。15至17世紀，它成為威爾士和邊境議會（Council of Wales and the Marches）的行政中心，也就是實際上的威爾士首都。17世紀時的城堡裝飾富麗堂皇，舉行過許多重大的文化活動。英格蘭內戰爆發後，它於1646年被圓顱黨人佔領，城堡內的家具被賣掉。
斯图亚特王朝复辟之後，威爾士和邊境議會又重新確立，但旋即在1689年廢止。之后，城堡逐漸被人遺忘。1772年，第一代波伊斯伯爵亨利·赫伯特從皇室租借了城堡，進行改建。愛德華·克萊夫在1811年完全買下城堡，在城堡外圍修築了一個莊園。20世紀，城堡漸漸修復，至今仍是波伊斯伯爵家的產業。
由於經歷過多次重建和翻修，城堡內的建築混合了許多建築風格，但不顯得過分突兀，英格蘭遺產委員會說這是英格蘭最精緻的城堡之一，将其列为一级登录建筑。

## 歷史

### 11世紀

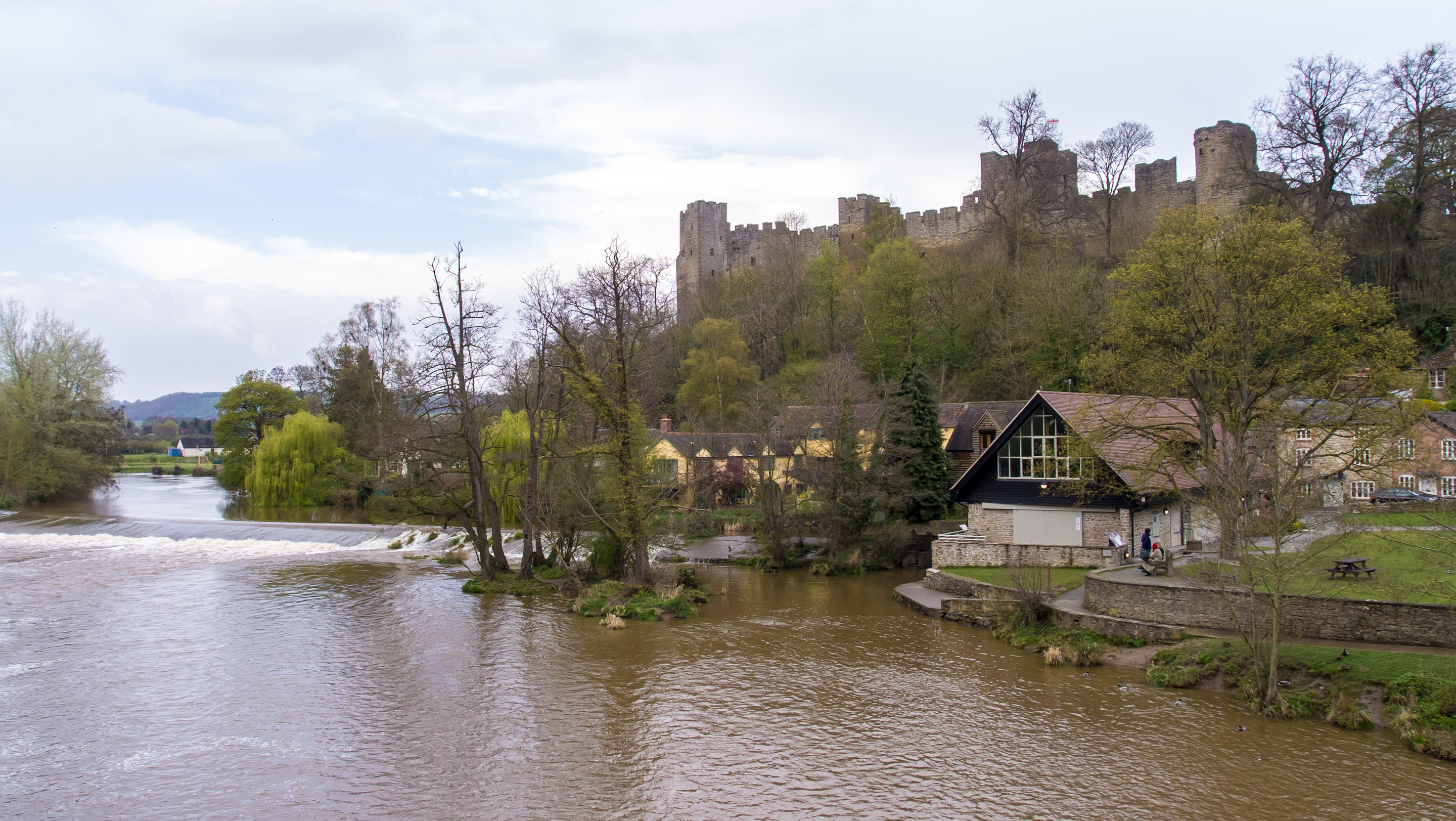
蒂姆河與城堡

它由諾曼貴族沃爾特·德·拉西（Walter de Lacy，1085年去世）建於1075年左右。他隨第一代赫特福德伯爵威廉·菲茨奧斯本（William FitzOsbern, 1st Earl of Hereford）在1066年抵達英格蘭。菲茨奧斯本獲封第一代赫特福德伯爵後，在赫特福德郡和威爾士交界處修建了不少城堡。沃爾特是菲茨奧斯本手下得力幹將，曾獲賜9個郡內的163座莊園，其中91座位於赫特福德郡境內。
沃爾特開始在今天的拉德洛北部的斯坦頓拉西莊園內興建拉德洛城堡，它最初稱為丁漢姆城堡（Dinham Castle），佔據了蒂姆河上的重要戰略位置。城堡還沒修好沃爾特就因故去世了，他的兒子羅傑·德·拉西繼續建造城堡。
城堡的防禦工事大約在1080年代修好，整體於1115年前完工，這就是現在的拉德洛城堡內城。城堡有五座高塔，兩側挖有壕溝，挖掘出來的石頭後來又用在了城堡的建築中。它由此成為英格蘭最早的一座莊園式城堡。1096年，羅傑因叛亂而被威廉二世褫奪封地，城堡轉賜給他的兄弟休（Hugh）。

### 12世紀

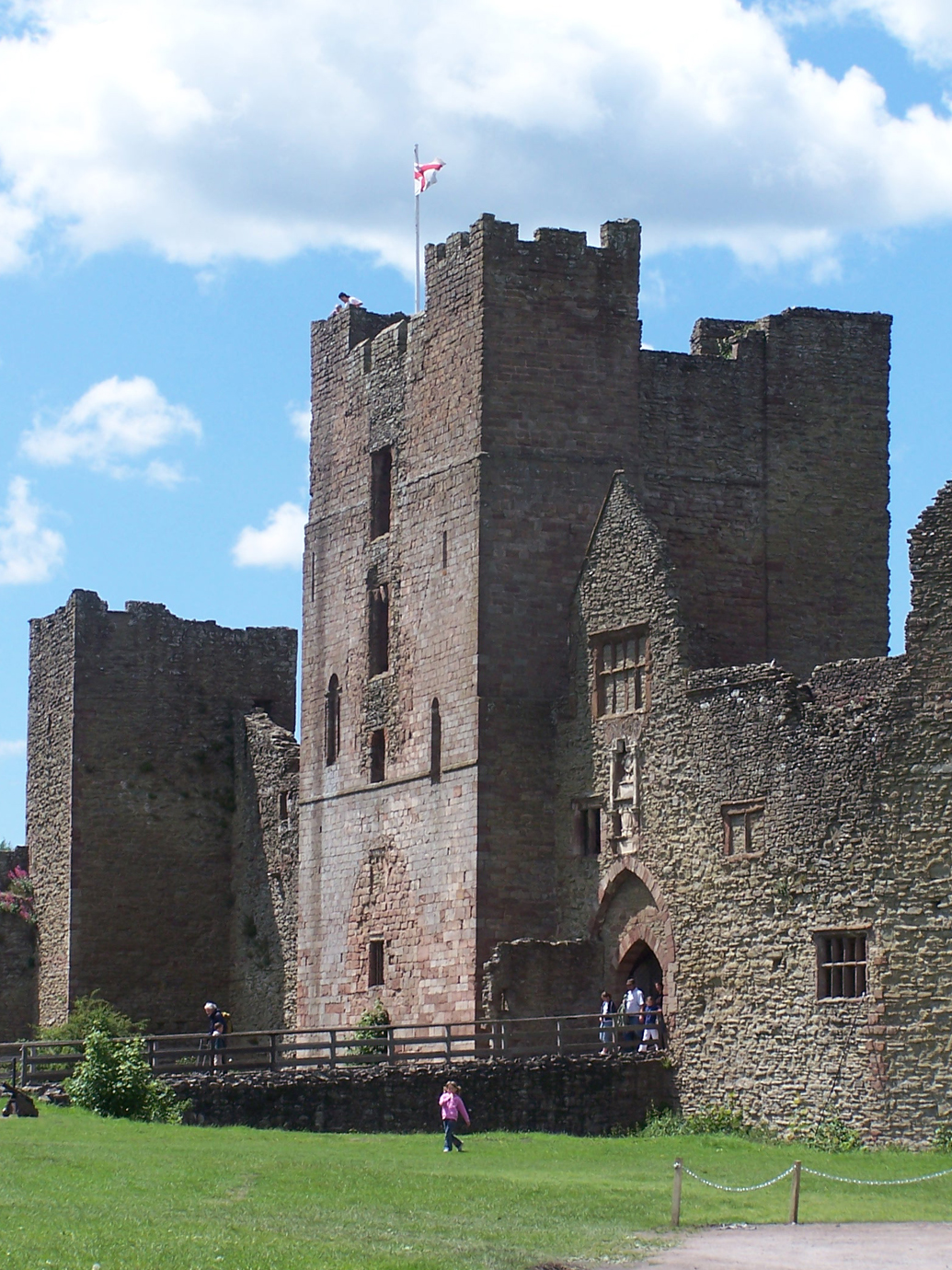
12世紀建造的塔樓和內城入口

休在1115年去世，無子，亨利一世把城堡和周圍大部分地產賜給了休的侄女西比爾（Sybil），西比爾嫁給了亨利一世的侍臣潘·菲茨約翰（Pain fitzJohn）。菲茨約翰很看重這座城堡，用周圍地產和自己騎士領的收入來維護城堡。他在1137年死於與威爾士人的戰爭中，準女婿羅伯特·菲茨米爾斯宣告所有權。但羅傑·德·拉西的兒子吉爾伯特認為自己才是合法繼承人。新王斯蒂芬的政權並不穩固，所以將城堡賜給了菲茨米爾斯，以換取對方對自己的支持。
斯蒂芬與玛蒂尔达皇后爆發內戰，作為皇后的支持者，吉尔伯特·德·拉西佔領了城堡。斯蒂芬將西比爾嫁給威爾士邊境的地主、騎士喬希·德·迪南（Joce de Dinan），並許諾將來把拉德洛城堡也賜給他，換取了對方的支持。在多次交鋒後，城堡1139年又被斯蒂芬奪回，順便救下了被抓的蘇格蘭的亨利。吉爾伯特仍不死心，他和迪南又打了一仗，最後在1153年再次奪下城堡。吉爾伯特最後出國前往黎凡特，城堡先是傳給他的長子羅伯特，後來又傳給幼子休（和祖先同名）。
隨著居民的增多，舊建築開始漸漸不敷使用。大約在1140年至1177年間，外城建成。城堡入口從南門改為東門，面朝漸漸發展起來的拉德洛鎮。內城的禮拜堂可能是吉爾伯特仿照聖殿騎士團的教堂興建的。 
休曾經參與諾曼入侵愛爾蘭，因此長期不在城堡中，亨利二世在他不在的時候接管了城堡，以確保休不會倒戈。1186年，休在愛爾蘭去世，城堡傳給他的兒子沃爾特，沃爾特當時還沒成年，1194年才正式繼承城堡。英格蘭的約翰叛亂時，沃爾特加入了反對約翰的行列，但理查一世反而沒收了他包括城堡在內的財產。沃爾特想要以一千马克買回城堡，但遭到拒絕，1198年才以3,100馬克買回城堡。

### 13世纪

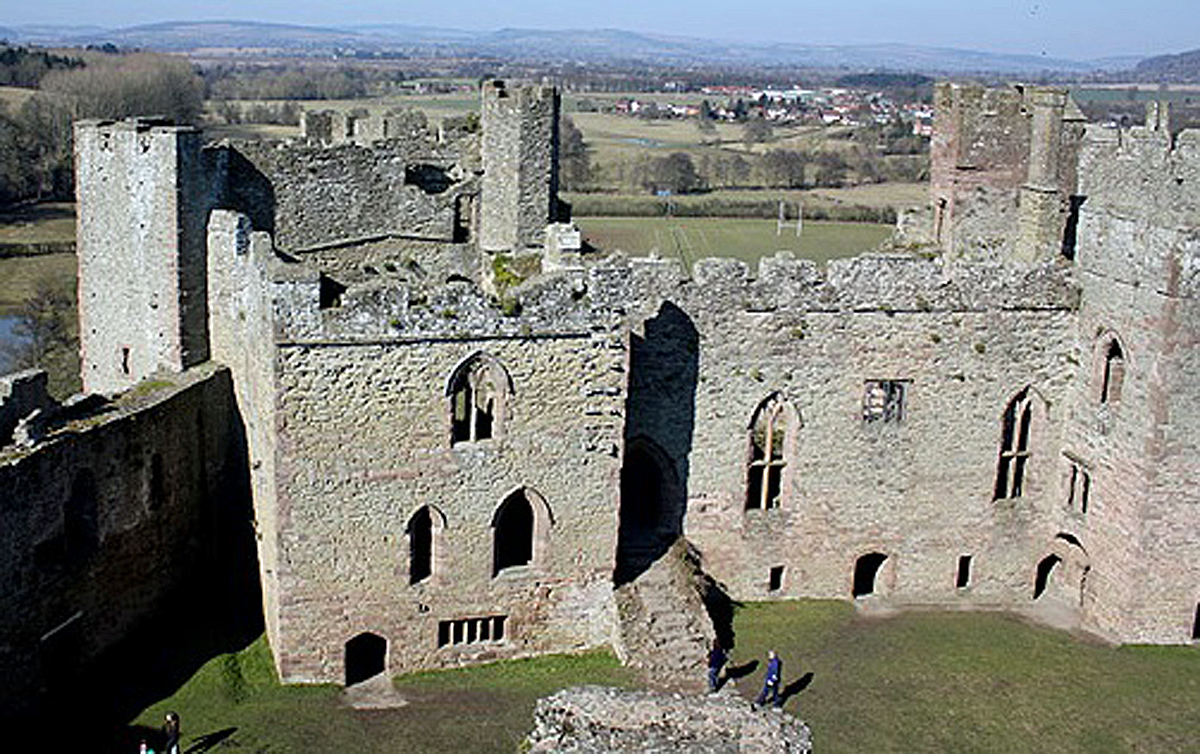
13世纪建成的起居室（左）和大堂（Great Hall，右）

沃尔特在1201年前往爱尔兰，拉德洛城堡再次被没收，由他的岳父威廉·德·布劳西（William de Braose）代管。1208年，约翰王攻占了城堡，1215年才还给沃尔特。
1223年，亨利三世和卢埃林大帝在城堡里举行和谈，但没有达成共识。亨利三世也怀疑沃尔特的忠诚，于是在沃尔特前往爱尔兰时再度接管城堡。1225年5月，沃尔特对亨利在爱尔兰的敌人发起进攻，又出了三千马克，再度取回城堡。然而，在1230年代，沃尔特负债过多，只好把城堡抵押给了国王。不过在他死前（1241年），国王还是把城堡还给了他。
沃尔特的孙女莫德（Maud）和马格利特（Margaret）是沃尔特的合法继承人，但她们当时都没有结婚，因此很难持有自己名下的产业。亨利私下把城堡判给了莫德，将她许配给自己的亲信彼得·德·日内瓦（Peter de Geneva），并放弃追究沃尔特遗留的债务问题。彼得在1249年去世，莫德改嫁给爱德华亲王的朋友乔弗里·德·日内瓦（Geoffrey de Geneville）。1260年，亨利正式分割沃尔特的产业，令乔弗里保留城堡。
第二次男爵战争爆发后，第六代莱斯特伯爵西蒙·德孟福尔占领了城堡，但很快又被乔弗里夺回。爱德华一世治下，乔弗里一直是城堡的主人，直至1314年逝世。城堡的城墙、大堂和起居室都是他在13世纪后半叶建造的。

### 14世紀
喬弗里和莫德的长孙女琼（Joan de Geneville）在1301年嫁给了罗杰·莫蒂默，后者因此成为城堡的主人。1320年左右，罗杰建造了在原来的大堂（Great Hall）和起居室旁边建造了Great Chamber。1321年至1322年间，莫蒂默参与德斯潘赛战争，战败被爱德华二世俘虏，囚禁于伦敦塔，但后来设法逃至法国。
他和法兰西的伊莎贝拉结盟后反攻英格兰，在1327年掌权，晋封马奇伯爵，可能在1329年于拉德洛城堡招待过爱德华三世。作为当时英格兰最富有的人之一，他把城堡装饰得富丽堂皇。然而，他在1330年失势被杀，他的遗孀琼继承了城堡。
虽然拉德洛城堡是莫蒂默家的重要财产，但在接下里的半个多世纪中，莫蒂默家的继承人都因过于年幼而无法真正获得城堡的所有权。罗杰·莫蒂默的儿子艾德蒙曾短暂地拥有过一段时间城堡，但在1331年就又传给莫蒂默的孙子罗杰·莫蒂默二世。1358年，城堡又传到莫蒂默二世的儿子埃德蒙·莫蒂默手里。莫蒂默二世和他的儿子都常年因百年战争而无暇顾及城堡，委托城堡给别人管理。1381年，埃德蒙的儿子、第三位罗杰·莫蒂默继承城堡。但他年纪不大，理查二世让一群贵族接管了城堡。1398年罗杰去世直至1399年理查二世失势为止，理查二世继续代替他的儿子埃德蒙·莫蒂默管理城堡。

### 15世纪

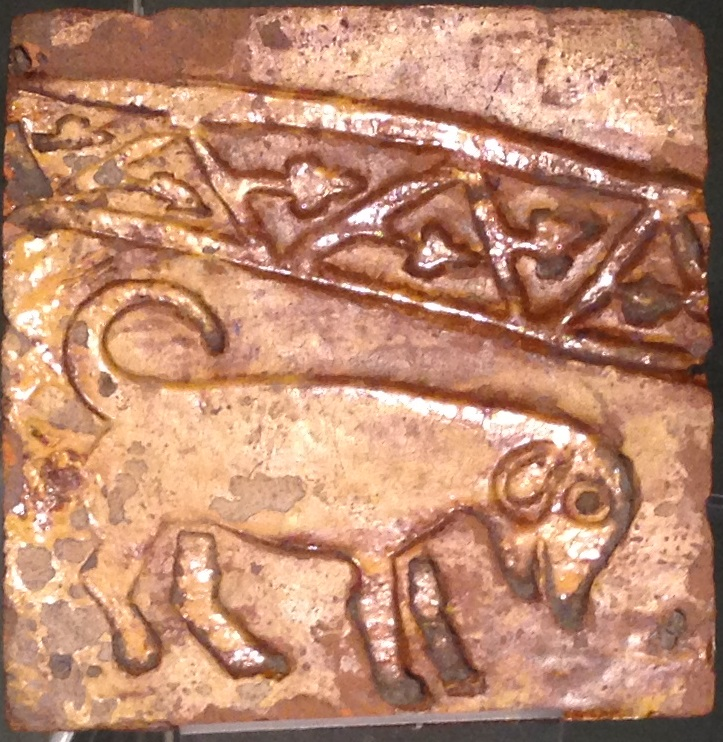
城堡的地砖

歐文·格林杜爾叛乱时，拉德洛城堡由亨利四世掌管，他任命了一些军官前去镇守城堡，其中包括托马斯·博福特。罗杰·莫蒂默的弟弟埃德蒙（并非第五代边境伯爵，而是第三代伯爵之子）在1492年从城堡出发前去平叛，但在布林格拉斯战役（Battle of Bryn Glas）中被俘。亨利拒绝支付赎金，最后埃德蒙娶了格林杜尔的女儿，1409年死在哈莱克城堡围城战中。
亨利四世一直将城堡把掌控在自己手中，第五代边境伯爵埃德蒙在1413年才拿回城堡，但旋即被派往法国，继续和法国的战争。在拉德洛镇因羊毛和布匹贸易而繁荣发展的15世纪上半叶，莫蒂默家族却几乎没有在拉德洛城堡待过。埃德蒙在1425年去世，没有子嗣。
埃德蒙的外甥理查继承了城堡，理查也将城堡作为自己的办公处，在1440年代末至1450年代常住于城堡中。理查的儿子，即后来的爱德华四世也在城堡中长大。
玫瑰战争中，拉德洛城堡几乎沒有被战火波及，只有1459年小规模的卢德福德桥战役（Battle of Ludford Bridge）发生于拉德洛镇外。第二代什鲁斯伯里伯爵约翰·塔尔伯特和爱德蒙·德·拉·马尔（Edmund de la Mare）曾短暂地宣告对城堡的所有权，理查则在1460年战死。不过爱德华次年继位之后就夺回了城堡。
爱德华四世经常住在城堡中，不过没有怎么进行扩建，只有城堡北部的高塔（Great Tower）可能被他改建过。1473年，他把自己的儿子，即未来的爱德华五世及约克公爵什鲁斯伯里的理查送到城堡中居住，而此时的城堡也是刚成立的威尔士边境议会（Council in the Marches of Wales）所在地。此时的拉德洛城堡已经失去军事用途，基本是作为居住型的城堡存在。爱德华五世在1483年去世，亨利七世在1485年即位后也很看重这座城堡，1493年把城堡赐给他的儿子亚瑟·都铎。

### 16世紀

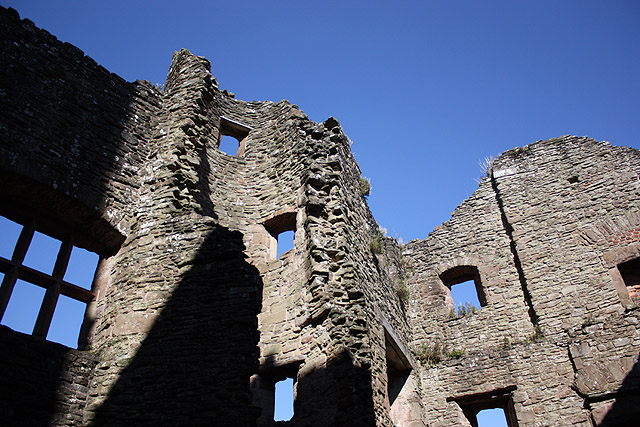
16世紀建造的Judges' Lodgings

1501年，亞瑟和阿拉貢的凱瑟琳抵達城堡，但旋即在次年去世。邊境議會由威廉·史密斯主教繼續運作，作為議會所在地，城堡成為了威爾士實際上的首都。 
瑪麗·都鐸曾在1525年至1528年間在這裡待過19個月。1534年和1543年，議會的權力兩次得到加強。城堡的Great Chamber被用作議會的會議室。
1530年代，城堡年久失修，議長羅蘭·李（Rowland Lee）開始翻修城堡，他修繕屋頂時用的鉛來自當地修道院，資金來自議會法庭罰沒的財產。他認為整個工程需要至少500鎊，並要求國王支付所有開銷。1552年左右，城堡的門房和監獄建成。城堡周圍的森林也在16世紀逐漸砍伐殆盡。
在罗伯特·达德利的鼓動下，伊麗莎白一世在1560年安排亨利·悉尼爵士擔任議長，悉尼也因此住在城堡中。他是一名古董收藏家，愛好古建築，於是以垂直式风格再度翻修城堡，擴大、改善了居住區、活動區（包括網球場）和其他議會設施。

### 17世紀
1616年，詹姆斯一世在城堡中封查理為威爾士親王。1610年代，一家名叫“Queen's Players”的公司負責城堡中的娛樂活動，約翰·彌爾頓的假面劇《科摩斯》在1634年於成城堡Great Hall中演出，第一代布里奇沃特伯爵约翰·埃杰顿观看了演出。城堡的繁荣发展在这一时期一直都依赖边境议会的存在。然而，议会在1640年被褫夺司法权。
英格兰内战期间，拉德洛所在地区被保皇党控制，有卫戍部队驻扎。1646年4月，第一代男爵威廉·布里尔顿和约翰·伯奇（John Birch）上校进攻拉德洛，5月26日占领城堡和城镇。
在过渡期，圆颅党人一直控制着城堡。1648年，保皇党曾策划夺回城堡，但并没有采取实际行动。城堡中的珍贵物品在圆颅党人占领后陆续被搬走，家具也在1650年卖掉。城堡的军事设施也在1653年运往赫里福德，1655年卫戍部队解散，不过在1659年由于时局动荡而再度驻扎100名士兵。
查理二世在1660年夺回王位，次年重建边境议会。第二代卡伯里伯爵理查德·沃恩担任议长，并得到两千镑资金用来修缮城堡。1663年至1665年间，城堡由一队步兵守卫。但重建议会的行动失败了，1689年它被正式废除，城堡也随之破败。

### 18世纪

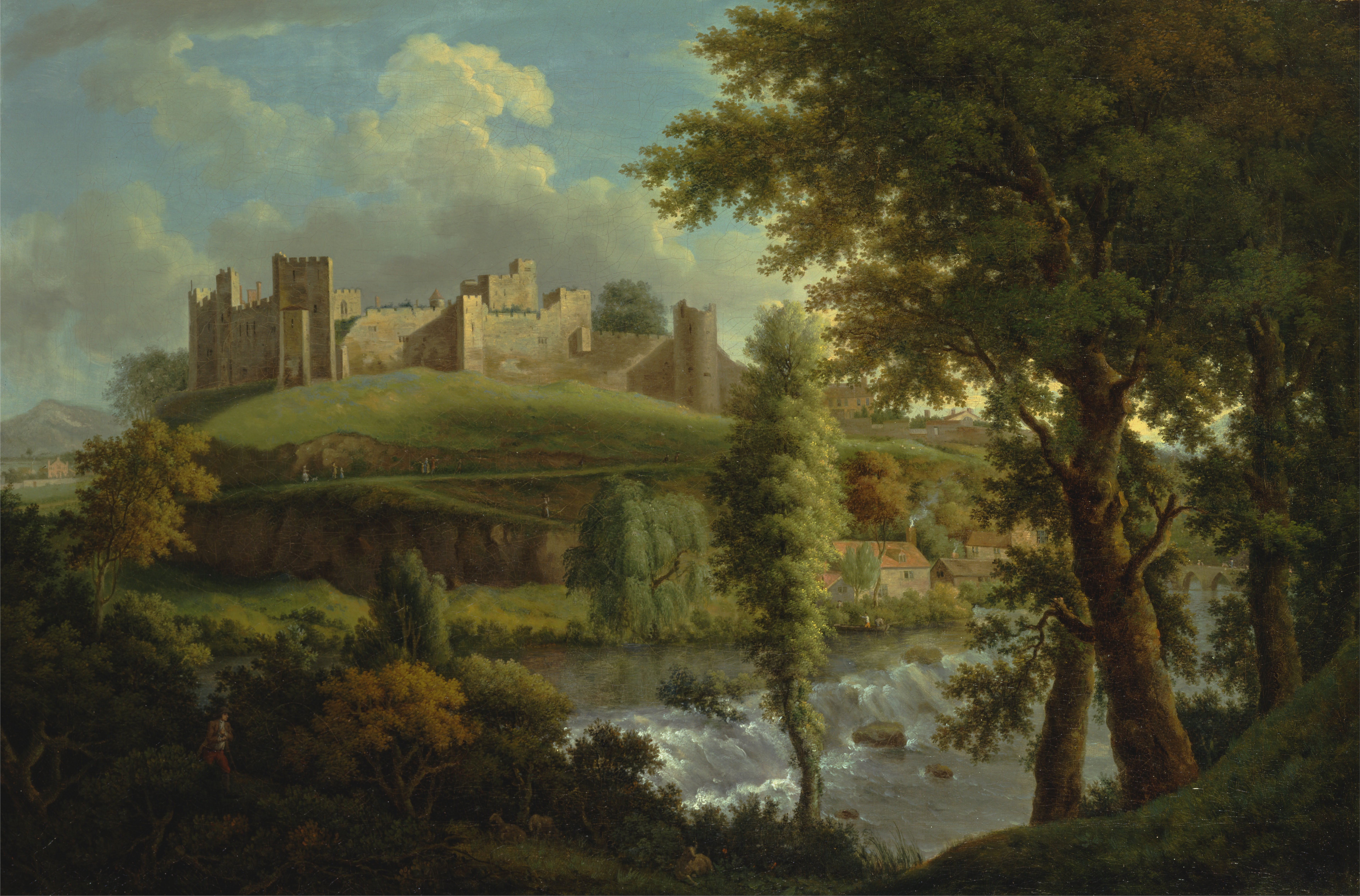
18世纪的拉德洛城堡，塞缪尔·斯科特绘于1765年至1769年间

1704年，拉德洛议员威廉·高尔（William Gower）提议拆除城堡，原地改建成居民区，他的提议未被接受。不过，1708年时，整个城堡只有三个房间有人使用，很多残留的家具甚至已经腐烂。1714年后不久，城堡屋顶的铅板被拆除，木地板开始朽败。丹尼尔·笛福曾在1772年参观城堡，说城堡“处于完美的破败状态”。不过在1760年代末至1770年代前，部分房间仍有人使用，礼拜堂也还完好 。礼拜堂最终在1800年变成残破的遗址。
城堡的最后一位管理者是一名名叫亚历山大·斯图亚特（Alexander Stuart）的陆军上尉。他任内将城堡的一些石头拆下来盖了别的建筑。他本人住在城堡里，曾将Great Hall摆上城堡里剩下的几套盔甲，向游客收取门票。
乔治二世在没即位时曾考虑过将城堡改建成自己的住所，但因为预算高达3万镑而放弃。1771年，第一代波伊斯伯爵亨利·赫伯特向国王请求将城堡租给自己，目的不明。国王以每年20镑的价格将城堡租给他，租期31年。波伊斯在1772年接受合同，但不久便去世了。
亨利的儿子第二代波伊斯伯爵乔治·赫伯特继承父业，在城堡附近挖上壕沟，种满树木。城堡本身只经过粗略的修复。
城堡的游客逐渐增多。城堡本身也成为很多画家喜欢绘制的题材，J·M·W·透纳、弗朗西斯·汤尼等绘制过以拉德洛城堡为背景的风景画。

### 19世纪

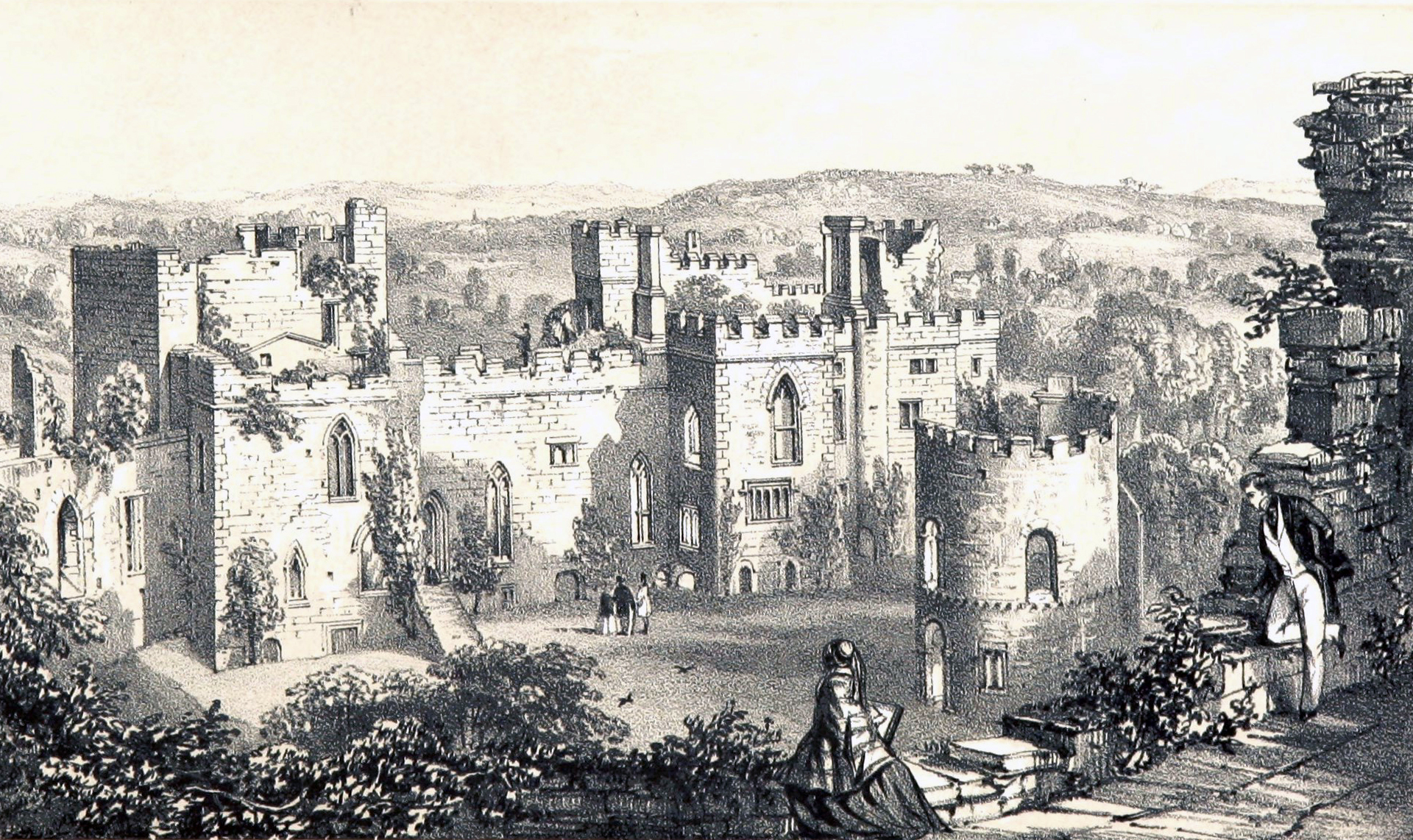
1852年的内城

爱德华·克里夫在1803年开始试图取得城堡的租约。英国政府则打算将它改建为战俘营（预计收容四千人），以囚禁拿破仑战争俘虏的法国士兵 。但最后战俘营的方案没有通过，克里夫在1811年以1,560镑的价格直接买下城堡。
1820年至1828年间，他对城堡进行了一定的改建，把网球场等建筑改建成了“Castle House”，1840年代开始将其外租给当地的士绅家族。1887年的年租金为50镑。
1852年拉德洛镇接通铁路后，来参观城堡的人越来越多，1887年门票为六便士。城堡本身还有其他的用途，内城时常举办一些运动会、农业展览，外城则成为一个木料场。19世纪末，城堡的监狱变成了当地民兵的弹药库。

### 20世纪

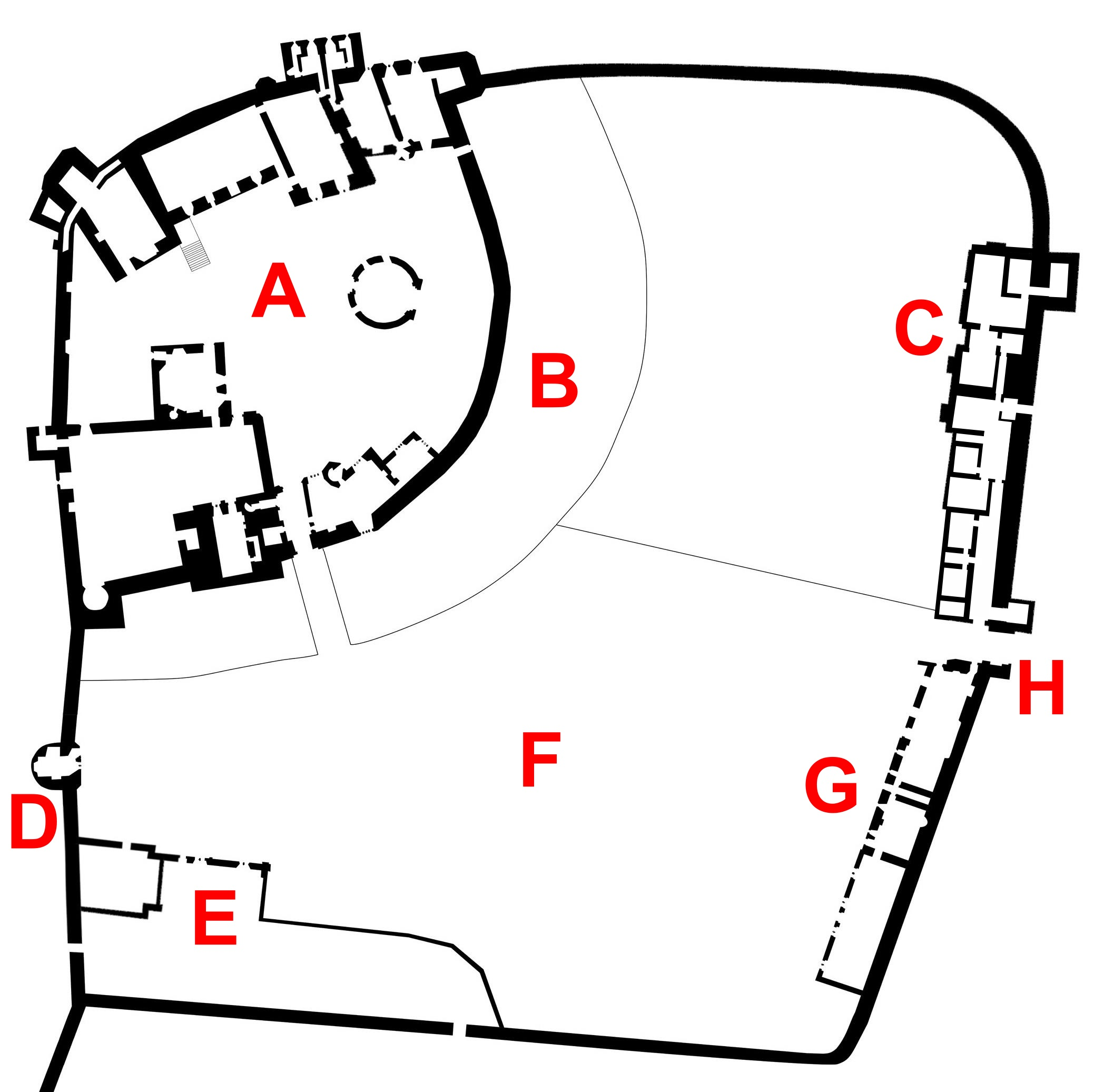
A：内城；B：壕沟；C：Castle House；D：莫蒂默塔（Mortimer's Tower）；E：礼拜堂；F：外城；G：门房、监狱和马厩；H：入口

1901年，外交官亚历山大·史蒂芬（Alexander Condie Stephen）租用外城，进行了一定的改建，花费800镑。1903年，威廉·圣约翰·霍普（William St John Hope）和霍华德·布拉克斯比尔（Harold Brakspear）在城堡里进行过考古发掘。1915年，英国将城堡列为“古迹”（Ancient monument），由波伊斯伯爵的基金会运营、维护。
二战期间的1942年，皇家空军征用城堡，用来安置生产军备的工人，但也导致城堡遭到破坏。1956年，空军归还城堡，波伊斯伯爵家将其以四千镑的价格卖给拉德洛区议会，后者又将城堡转租出去。
1970年代至1990年代早期，英国环境部（1984年后由英格兰遗产委员会负责）进行城堡修复工作。1992年至1993年间，赫里福德的考古机构在此考古。

### 21世纪

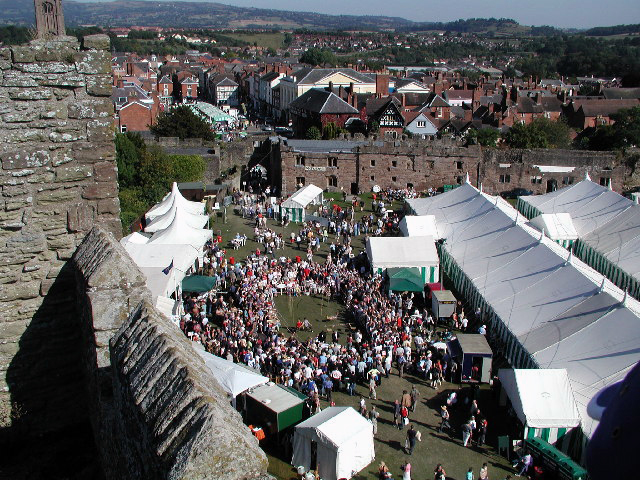
2003年城堡中举办的拉德洛饮食节（Ludlow Food and Drink Festival）

2002年，波伊斯伯爵家的波伊斯地产（Powis Estate）又以50万镑的价格买回城堡，所有人是第八代波伊斯伯爵约翰·赫伯特。城堡在修缮后于2005年开放，允许游客参观。拉德洛节（Ludlow Festival）上在这里上演莎士比亚的戏剧。拉德洛饮食节（Ludlow Food and Drink Festival）也在此举办。

## 建築

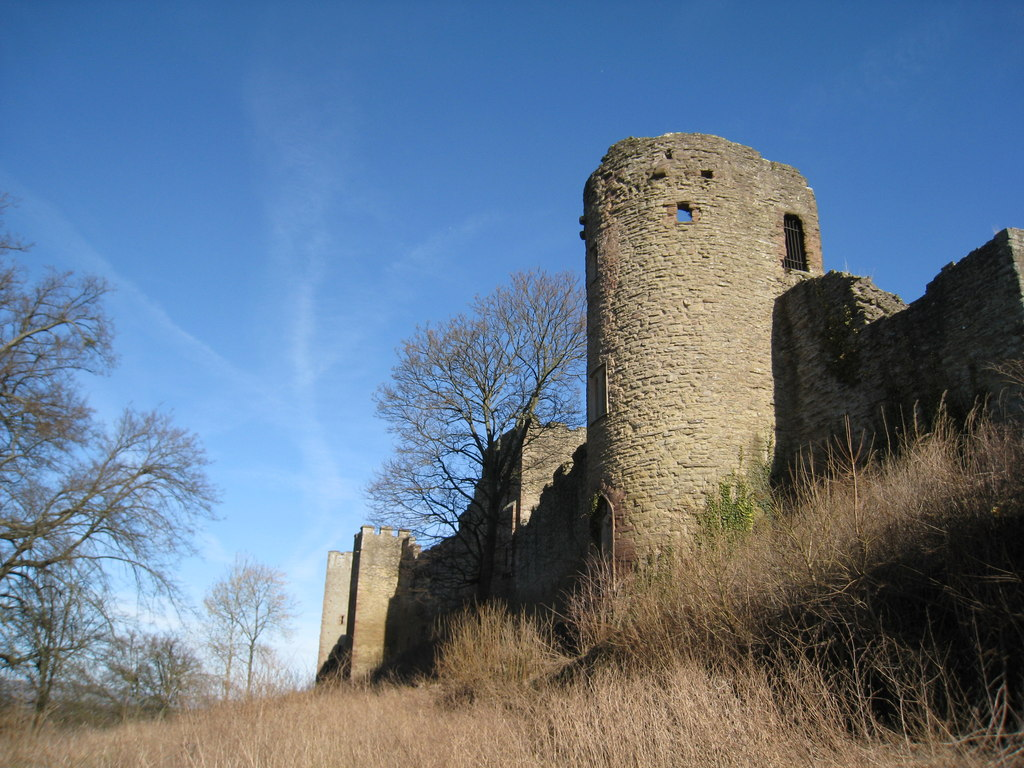
外城的塔樓，莫蒂默塔（Mortimer's Tower）

城堡建築於一個離地30米的石崖上，俯瞰蒂姆河和拉德洛鎮，城堡呈四邊形，500乘435英尺（152乘133），面積接近5英畝（2.0公頃）。它可分為西北角的內城和更大的外城。城堡本身使用灰綠色的沙泥岩和紅色砂岩，很多改建的部分都是用當地的紅色砂岩建造的。